# Guy Van Goethem
Guy Van Goethem (16 juli 1922 - Ukkel, 12 juli 2012) was een Belgische atleet, die gespecialiseerd was in de sprint. Hij behaalde één Belgische titel.

## Biografie
Van Goethem werd in 1945 Belgisch kampioen op de 400 m. Hij was aangesloten bij Racing Club Brussel.

## Belgische kampioenschappen
| Onderdeel | Jaar |
| --------- | ---- |
| 400 m     | 1945 |

## Persoonlijke records
| Onderdeel | Prestatie | Datum        | Plaats    |
| --------- | --------- | ------------ | --------- |
| 400 m     | 49,7 s    | 29 juli 1945 | Antwerpen |

## Palmares
400 m
- 1945:  BK AC - 49,7 s